# Tarquin (opera)
Tarquin är en kammaropera med musik av Ernst Krenek och engelskt libretto av Emmet Lavery. Operan skrevs 1940 och är Kreneks enda opublicerade opera trots att en premiär med tysk översättning (av M.-C. Schulte-Strathaus & P. Funk) ägde rum 1950 i Köln.

## Historia
Krenek, som befann sig i Schweiz vid tiden för Anschluss (Tysklands annektering av Österrike 1938), gick i exil till USA och började undervisa vid Vassar College, där Lavery (1902–86) arbetade som tidningsredaktör i det närbelägna Poughkeepsie (han skulle senare försöka bli invald i USA:s kongress och skriva manus i Hollywood). Stycket var avsedd för college och skrivet för sex instrument  (violin, klarinett, trumpet, slagverk och två pianon) men tolvtonsmusiken skapade oöverstigliga problem; endast två scener gavs på Vassar den 13 maj 1941.
Om huvudkaraktärerna i Der Diktator och Agamemnon i Leben des Orest var inspirerade av Benito Mussolini, kan titelpersonen i Tarquin ses som en karikatyr av Adolf Hitler (om än med ett komplicerat inre liv) lika väl som en modern tolkning av dess namne Sextus Tarquinius. Lucretias motpart är den tillgivna Corinna. En prolog som utspelas 1925 visar dem som studenter, där han är ärkebiskopens man och fortfarande går under sitt riktiga namn Marius. Handlingen återgår till en obestämd framtid där Tarquin har gjort sig till diktator och Corinna är knuten till en hemlig radiostation. Han upptas till Gud endast efter att tragedin har slukat dem båda.
Stewart är hård i sin textbedömning ("Det skulle vara välgörande att tro att Krenek inte var tillräckligt förtrogen med det engelska språket för att riktigt uppskatta sådana förskräckliga rader.") och Krenek kan ha känt genans av andra orsaker: "Det passade väl in i det religiösa politiska tänkandet jag hade anammat." I Karl V hade han anslutit sig till en universell katolicism som en motvikt till fascistisk nationalism, men skulle senare neka till att ha konverterat: "När mördaren bankar på porten är det dags att barrikadera sig på vinden utan att bry sig om huruvida taket läcker."
Tarquin åtföljdes av tre ytterligare "essays for an American music theatre" till Kreneks egna libretton, men hans McCarthy opera, Pallas Athene weint beställdes av Hamburgs statsopera och hans senare verk skrevs alla för europeiska scener.

## Personer
- Marius (baryton)
- Corinna (sopran)
- Cleon (tenor)
- Der Erzbischof (bass)
- Der Kanzler (tenor)
- 4 talroller och ensemble